# 얼룩말상어
얼룩말상어 또는 제브라상어(Stegostoma fasciatum)는 수염상어목에 속하는 상어의 일종이다. 얼룩말상어과(Stegostomatidae)와 얼룩말상어속(Stegostoma)의 유일종이다. 열대 인도-태평양 전역에서 발견되며, 수심 62m 이내의 산호초와 모래 바닥에서 주로 서식한다. 몸길이는 최대 2.5m이다.